# Pamela Stephenson

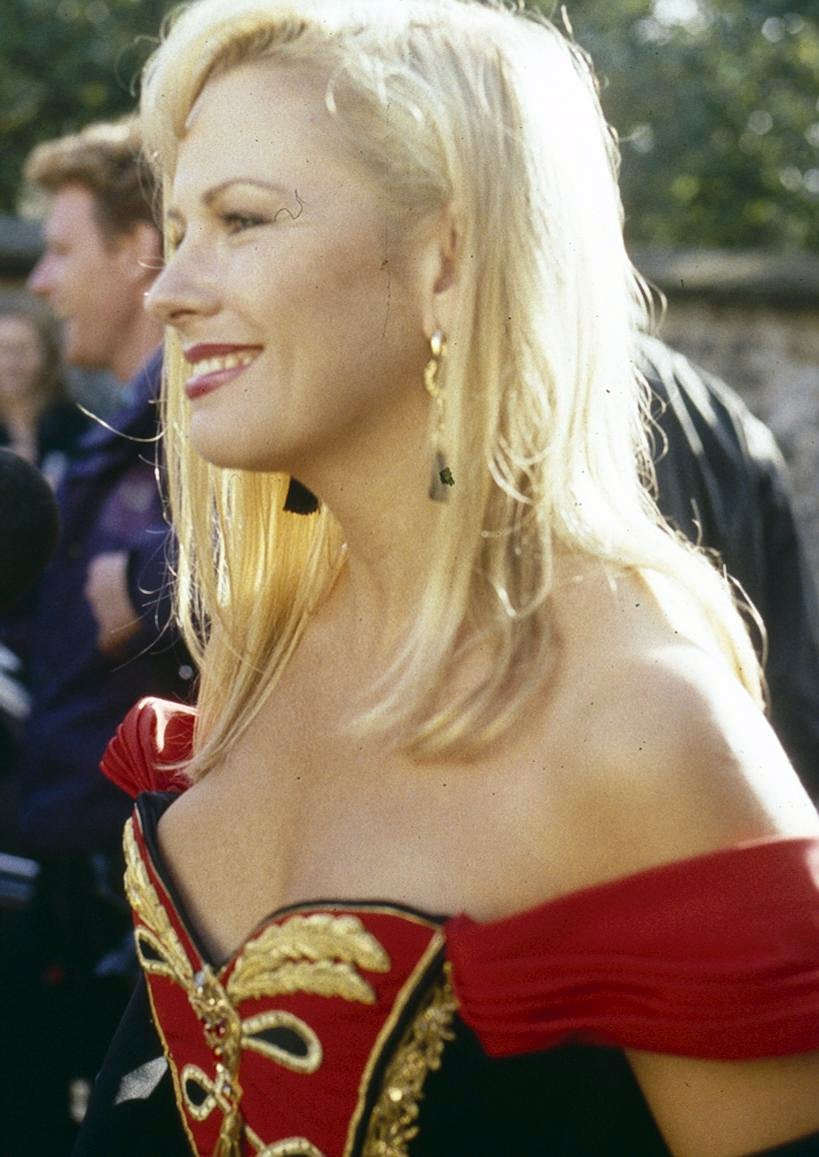
Stephenson auf der Hochzeitsfeier von Sting und Trudie Styler, 1992

Pamela Helen Stephenson Connolly (* 4. Dezember 1949 in Takapuna, Auckland, Neuseeland) ist Schauspielerin, Psychologin, Fernsehmoderatorin und Autorin. Bekannt wurde sie insbesondere als Ensemblemitglied der satirischen Fernsehsendungen Not The Nine O’Clock News und Saturday Night Live, sowie durch ihr Buch Billy, eine Biografie ihres Ehemannes Billy Connolly.

## Ausbildung und Karriere
Nach der Übersiedelung ihrer Familie nach Australien besuchte sie die University of New South Wales und danach das National Institute of Dramatic Art, wo sie 1971 ihren Abschluss machte. 1972 begann ihre Karriere als Fernsehschauspielerin, so spielte sie unter anderem regelmäßig bei der Fernsehserie Ryan mit. 1976 zog sie nach London. Nach zahlreichen Film- und Fernsehrollen erlangte sie internationale Bekanntheit durch ihre Mitwirkung bei der Nachrichten-Parodie Not The Nine O’Clock News (1979–82). Neben Stephenson spielten Rowan Atkinson, Mel Smith und Griff Rhys Jones. Sie parodierte unter anderem Kate Bush und Olivia Newton-John. Mit zwei Autoren der Sendung schrieb sie das Buch How To Be A Complete Bitch; außerdem lernte sie während der Dreharbeiten ihren späteren Ehemann Billy Connolly kennen.
Von 1982 bis 1983 spielte sie im Londoner West End eine Hauptrolle in der Gilbert und Sullivan-Operette Die Piraten von Penzance.
Zu Stephensons Filmrollen in den 1980er Jahren gehören Mel Brooks – Die verrückte Geschichte der Welt (1981), Superman III – Der stählerne Blitz (1983) und Rob Cohens Scandalous (1984).
1984 wurde sie das erste weibliche Ensemblemitglied der US-amerikanischen Fernseh-Sketchshow Saturday Night Live, welches nicht in den USA geboren wurde. Sie parodierte unter anderem Madonna, Billy Idol, Joan Collins und Cyndi Lauper.

## Psychologin
Dr. Dr. h. c. Pamela H. Connolly ist klinische Psychologin und in den USA als Psychotherapeutin zugelassen. Schwerpunkt ihrer wissenschaftlichen Arbeit ist die menschliche Sexualität. Sie hatte eine Praxis in Beverly Hills und war unter anderem Gründerin und Präsidentin des Los Angeles Sexuality Centers und Vorsitzende der American Association of Sex Educators, Counselors and Therapists (AASECT). Sie moderierte mehrere Fernsehsendungen mit den Themen Psychologie und Sexualität. Den Doktorgrad erlangte sie 1996 und erhielt am 15. Juli 2009 die Ehrendoktorwürde der Robert Gordon University. Sie arbeitete sechs Jahre als Honorarprofessorin am California Graduate Institute. Sie entwickelte den psychologischen Test Pre-Assessment for Trauma Plus (PAT+), der Therapiebedürfnisse bei jugendlichen Straftätern feststellt und in einigen britischen Gefängnissen eingesetzt wird.

## Aktivistin
Seit den 1980ern setzt sich Stephenson dafür ein, Farbstoffe und andere Zusätze in Lebensmitteln, insbesondere in Süßigkeiten für Kinder, einzuschränken.

## Politik
Bei der Britischen Unterhauswahl 1987 kandidierte Stephenson für die Blancmange Throwers Party (Puddingwerfer-Partei) – sie wurde mit 328 Stimmen Sechste in ihrem Wahlkreis.

## Reisen
2004 verkaufte sie ihr Haus in Kalifornien und segelte ein Jahr lang im Südpazifik, der Route von Robert Louis Stevenson folgend. Sie schildert ihre Reisen in ihrem Buch Treasure Islands (Schatzinseln). Ein Jahr darauf unternahm sie eine weitere Segelreise, um dem Schicksal eines in der Südsee verschollenen Vorfahren nachzuspüren. Diese Reise wurde im Dokumentarfilm und Buch Murder or Mutiny (Mord oder Meuterei) festgehalten.

## Strictly Come Dancing
Im Dezember 2010 war Stephenson Kandidatin der BBC-Tanzwettbewerb-Show Strictly Come Dancing. Sie schaffte es bis ins Finale – ihr Wiener Walzer erhielt von allen vier Juroren die höchstmögliche Punktzahl – und wurde schließlich Dritte.

## Filmografie
- 1971, 1973: Division 4 (Fernsehserie, zwei Folgen)
- 1972: Yeoman of the Guard (Fernsehfilm)
- 1972: Private Collection
- 1972: Matlock Police (Fernsehserie, drei Folgen)
- 1972: Redheap (Fernsehserie)
- 1972, 1975: Homicide (Fernsehserie, zwei Folgen)
- 1973–1974: Ryan (Fernsehserie, 39 Folgen)
- 1976: McManus (Fernsehfilm)
- 1976: Jagd nach Gold (Rush, Fernsehserie, eine Folge)
- 1976: Mondbasis Alpha 1 (Space: 1999, Fernsehserie, eine Folge)
- 1976, 1978: Within These Walls (Fernsehserie, zwei Folgen)
- 1977: Stand Up, Virgin Soldiers
- 1977: Mit Schirm, Charme und Melone (The New Avengers, Fernsehserie, eine Folge)
- 1977: Target (Fernsehserie, eine Folge)
- 1978: Hazell (Fernsehserie, eine Folge)
- 1978: Zeuge des Wahnsinns (The Comeback)
- 1978: Die Profis (The Professionals, Fernsehserie, drei Folgen)
- 1979: Die unglaublichen Geschichten von Roald Dahl (Tales of the Unexpected, Fernsehserie, eine Folge)
- 1979–1982: Not the Nine O’Clock News (Fernsehserie, 27 Folgen)
- 1980: Mike Yarwood in Persons (Fernsehserie, eine Folge)
- 1981: Mel Brooks – Die verrückte Geschichte der Welt (History of the World, Part I)
- 1981: Funny Man (Fernsehserie, neun Folgen)
- 1981: Gummibärchen und Skalpell (Doctors & Nurses)
- 1982: The Kenny Everett Television Show (Fernsehserie, eine Folge)
- 1983: Superman III – Der stählerne Blitz (Superman III)
- 1984: Scandalous
- 1984: Spitting Image (Fernsehserie, Stimme)
- 1984: Bloodbath at the House of Death
- 1984: Der Chaos-Express (Finders Keepers)
- 1984–1985: Saturday Night Live (Fernsehserie, 18 Folgen)
- 1986: Lost Empires (Fernsehserie, zwei Folgen)
- 1986: Spitting Image: Down and Out in the White House (Fernsehfilm, Stimme)
- 1987: Les Patterson rettet die Welt (Les Patterson Saves the World)
- 1987: Tot lebt sich’s besser (Those Dear Departed)

## Bücher
Pamela Connolly hat bislang sechs Bücher veröffentlicht. Die Biographie ‘Billy’ war ein internationaler Bestseller. Das Buch ‘Head Case’ erläutert Selbsthilfemaßnahmen bei psychischen Problemen. Sie ist Kolumnistin für mehrere Zeitschriften und Zeitungen wie Psychologies, die australische Women’s Weekly und The Guardian.
- Pamela Stephenson: Billy. Overlook Hardcover, 2002, ISBN 978-1-58567-308-7.
- Pamela Stephenson: Bravemouth: Living with Billy Connolly. Headline Book Publishing, 2003, ISBN 978-0-7553-1284-9.
- Pamela Stephenson: Treasure Islands: Sailing the South Seas in the Wake of Fanny and Robert Louis Stevenson. Headline Book Publishing, 2005, ISBN 978-0-7553-1285-6.
- Pamela Stephenson: Murder or Mutiny. Weidenfeld & Nicolson, 2005, ISBN 978-1-84188-270-3.
- Pamela Stephenson: Head Case: Treat Yourself to Better Mental Health. Headline Book Publishing, 2009, ISBN 978-0-7553-1282-5.
- Pamela Stephenson: Sex Life: How Our Sexual Encounters and Experiences Define Who We Are. Vermilion, 2011, ISBN 978-0-09-192985-5.